# A Tesóeskü (Így jártam anyátokkal)
A Tesóeskü az Így jártam anyátokkal című televízió-sorozat hetedik évadának tizenkilencedik epizódja. Eredetileg 2012. március 19-én vetítették, míg Magyarországon 2012. november 14-én.
Ebben az epizódban a banda tagjai próbálják szétválasztani Barneyt és Quinnt, mikor megtudják, hogy össze akarnak költözni. Ted és Robin eközben azon versenyeznek, hogy kié legyen Quinn megüresedő lakása.

## Cselekmény
Miután Barney egy jó időre eltűnt a többiek szeme elől, üzenetet hagy Tednek, hogy azonnal jöjjön a lakására. Amikor Ted megérkezik, Barney azt akarja, hogy tegyen egy Tesóesküt (rövidítve "tesküt"), azaz esküdjön meg a Tesókódexre, hogy senkinek nem mondja el, hogy Quinn sztriptíztáncos. Ily módon nem lesz gond, amikor be akarja őt mutatni a többieknek. Csakhogy Tednek szinte azonnal eljár a szája.
Amikor felmennek Quinn lakásába, Ted azt mondja, hogy a többiek nem tudnak semmiről. Aztán meglepve eszik észre, hogy Quinn parancsolgat Barneynak és megalázóan beszél vele. Robin és Ted megdicsérik a lakást, és nem ok nélkül: mindkettejüknek jól jönne egy külön lakás. Robin most Patrice-nél kénytelen lakni, Ted pedig az egyetemi kollégiumban három olyan sráccal, akik pont úgy néznek ki, mint a koleszos Ted, Marshall és Lily. Quinn megemlíti, hogy a lakása hamarosan felszabadul, mert összeköltözik Barneyval. Lily talál Hawaii-ra szóló repülőjegyeket, ami miatt azt a következtetést vonják le, hogy Quinn-nek csak Barney pénze kell. Ted és Robin azonnal összevitatkoznak azon, hogy melyiküké legyen a lakás
Mivel a barátai nem akarják, hogy hülyeséget csináljon, ezért szerveznek egy különleges közbelépést, a "Quinnbelépést". Elmondják Barneynak, hogy aggódnak, mert túl gyorsan történik minden, és hogy Quinn korábban csak kihasználta Barneyt. MIkor Lily megemlíti a hawaii jegyeket, megérkezik Quinn, aki közli, hogy az egy meglepetés lett volna Barney számára.  Mikor megkérdezi, mi ez az egész, Barney elmondja, hogy megeskette Tedet a Tesókódexre, hogy nem mondja el senkinek a foglalkozását, és mégis megtette. Quinn viszont Barneyra lesz dühös, mert hazudott volna a többiek előtt a munkájáról. Így aztán szakít Barneyval, de mikor a végén Barney odamondja, hogy pontosan úgy viselkedik, ahogy a többiek mondták, még jól pofon is vágja.
Ez idő alatt Ted azt mondja Robinnak, hogy a korábbi események miatt őt illeti a lakás. Robin erre visszavág azzal, hogy az ő hetei is kemények voltak: elvesztette a vőlegényét, Tedet, a lakását, és úgy néz ki, most a munkáját is el fogja egy kis figyelmetlenség miatt. Ted azt mondja, hogy erről nem is tudott, amire Robin csak annyit válaszol, hogy honnan is tudhatná, hiszen kerüli őt. Szeretné, ha minden normális lenne, csakhogy Ted azt mondja, ő nem tud olyan lenni.
Később a csapat tagjai lelkiismeret-furdalást éreznek, amiért ezt tették, ezért elhatározzák, hogy elmennek Barneyhoz bocsánatot kérni. Ő ismét előhozakodik a Tesóesküvel: most a többieknek arra kell esküdniük, hogy nem avatkoznak bele a magánéletébe (kivéve, ha emberi élet múlik rajta, esetleg nemzetbiztonsági kockázat, vagy Barney egy kövér nővel kezdene).Hogy megpecsételtesse velük az esküt, Barney megcsókoltatja Robint és Lilyt, sőt még Marshallt és Tedet is.  Ekkor váratlanul megjelenik Quinn: kiderül, hogy az egész dolgot, az eskütől kezdve az egymással való viselkedésükig mindent előre megterveztek, csak hogy megtréfálják őket. Azt is bevallják, hogy az összeköltözés eleinte nem volt komoly felvetés, de most már úgy érzik, az, ezért Quinn felajánlja a lakást Robinnak és Tednek. Végül aztán egyikük sem szeretné.
Később Robin találkozik Teddel és elmondja neki, hogy nem rúgták ki, sőt: előléptették hírolvasónak Sandy Rivers mellé, mert tetszett a World Wide News fejeseinek, ahogy megoldotta a szilveszter estét. Az előléptetés nagyobb fizetéssel is jár, így már meg tud magának engedni egy saját lakást, így Ted nyugodtan kibérelheti Quinn-ét. Ted megköszöni és azt mondja, hogy mégis tudna normális lenni. Ezt kínos csend követi, majd Robin elmegy. Jövőbeli Ted ekkor elmondja, hogy ezután hosszú ideig nem találkozott Robinnal.
Quinn elmondja Barneynak, hogy örül, amiért nem féltékeny azért, mert sztriptíztáncos. Barney megkérdezi azért, hogy elméletben mikor hagyná abba a táncolást, mire Quinn azt mondja: akkor, ha férjhez megy.
Az epizód során végig visszatérő elem, hogy Marshall sikamlós szexsztorikat mesél olyan nőkről, akiket felszedett. Valójában az összes Lilyről szól, kivéve egyet: amelyikben épp a Pán Pétert nézte. Később kiderül, hogy az a sztori nem is úgy van: ez a tizedik osztályban történt, és nem nézte, hanem játszotta Marshall az iskolai darabban Pán Pétert. Abban a korban olyan gyorsan nőtt, hogy a színielőadás alatt az őt tartó szerkezet nem bírta el a súlyát és ráesett a lányra. Ő pedig azért nem sérült meg, mert a lány zsebkendőkkel kitömött melltartója megmentette ettől. Marshall azt mondja, csak azért mesélte el a sztorit így először, mert szerette volna, ha van egy, ami nem Lilyvel történt meg, és ez ellen Lilynek sincs rossz szava. Marshall később aztán megint másként meséli el a történetet.

## Kontinuitás
- Ismét megemlítik Ted középső nevét.
- Újra közbelépést szervez a csapat.
- Lily biszexualitása ismét megmutatkozik.
- Barney ismét megmutatja, hogy mindenre van egy embere.
- Jövőbeli Ted a "Megemlékezés" című részben már megemlítette, hogy Robint elő fogják léptetni.
- Marshall és Lily visszaköltöznek Long Island-ről a lakásba.
- "A kecske" című epizódban, amikor Barney a Tesókódexről beszélt, a háttérben ugyancsak a szerzetesek kántálását lehetett hallani.
- Az egyik egyetemista srác "szendvicset eszik", ami a marihuánafogyasztás eufemizálása.
- Lily "A pucér pasi" című részben tett hasonló kifakadást, mint Marshall: akkor ő mondta azt, hogy nem tud sikamlós sztorikat mesélni, mert nyilvánvaló, hogy mindegyik Marshall-lal történt.
- Barney ismét a "Csak... oké?" szófordulatot használja.

## Jövőbeli visszautalások
- Barney és Quinn végül mégiscsak Hawaii-ra indulnának "A mágus kódexe" című epizódban.

## Érdekességek
- Annak ellenére, hogy megesküdtek, hogy nem avatkoznak bele Barney magánéletébe, Robin mégis megteszi azt "A ló túloldalán" és "Az utolsó oldal" című részekbe. Viszont mivel mindkétszer Patrice miatt teszi ezt, és mivel Patrice túlsúlyos, így nem biztos, hogy megsértette az esküt.

## Vendégszereplők
- Becki Newton – Quinn
- Ellen D. Williams – Patrice
- Wendy McColm – Milly
- Ryan Meharry – Martin
- Brendan Robinson – Ned